# Renn Woods
Renn Woods, właśc. Ren Woods (ur. 1 stycznia 1958 w Portlandzie) – amerykańska aktorka i piosenkarka, znana głównie z kultowego wykonania utworu „Aquarius” w ekranizacji słynnego musicalu Hair.

## Muzyka
Ren Woods zaczęła śpiewać w wieku sześciu lat. Mając 10 lat, koncertowała po świecie z grupą Sunday's Child. Wystąpiła w roli Dorotki w pierwszej międzynarodowej trasie musicalu The Wiz, w Ahmanson Theatre.
W 1979 roku nagrała debiutancki album solowy Out of the Woods, wyprodukowany przez Ala McKaya – członka zespołu Earth, Wind & Fire. Trzy lata później wydany został kolejny album artystki, Azz Izz, który otrzymał bardzo pozytywne recenzje. Na płycie znalazła się nowa kompozycja Prince’a, pt. „I Don't Wanna Stop”.
W 2015, po 33 latach od wydania ostatniej płyty, Renn Woods nagrała trzeci album, Crazy, na którym znalazły się jazzowe standardy muzyczne.

## Aktorstwo
Zwróciła na siebie uwagę rolą Fanty w wielokrotnie nagradzanym amerykańskim miniserialu Korzenie (1977). W 1979 zagrała w filmowej adaptacji słynnego musicalu Hair, gdzie na początku filmu zaśpiewała utwór „Aquarius”. Jej wykonanie piosenki na przestrzeni lat stało się standardem muzycznym i jednym z najsłynniejszych utworów filmowych wszech czasów; zajęło ono bowiem 33. miejsce w zestawieniu 100 Years... 100 Songs autorstwa American Film Institute. Od tamtej pory, Renn Woods wystąpiła także w kilku innych amerykańskich produkcjach, m.in.: Xanadu, Posterunek przy Hill Street, Piękna i Bestia, czy Nowojorscy gliniarze.

### Filmografia
- 1976: Myjnia samochodowa – Loretta
- 1977: Korzenie – Fanta
- 1979: Hair – dziewczyna z kwiatami we włosach, śpiewająca utwór „Aquarius”
- 1980: Xanadu – Jo
- 1980: Od dziewiątej do piątej – Barbara
- 1985: Piwo – Mary Morrison
- 1986: Jumpin’ Jack Flash – Jackie
- 1986–1987: Posterunek przy Hill Street – Jackie Lowrie
- 1987–1989: Piękna i Bestia – Edie
- 1987: Walker – Alta Kewen
- 1994: Klient – lekarka
- 1996: Nowojorscy gliniarze – Lisa Gay
- 1996: Sabrina, nastoletnia czarownica – Pani Hecht
- 1996: Miłość czy kochanie – recepcjonistka
- 2001: Żarty na bok – Clerk